# Serie A 1952 (pallavolo femminile)
La Serie A femminile FIPAV 1952 fu la 7ª edizione del principale torneo pallavolistico italiano femminile organizzato dalla FIPAV.

## Regolamento e avvenimenti
Al torneo presero parte 6 squadre, che disputarono un girone unico all'italiana con gare di andata e ritorno da quattro set; era ammesso il pareggio. Per ogni vittoria vennero assegnati due punti, per ogni pareggio uno. La prima classificata al termine del torneo, la Fari Brescia, fu proclamata Campione d'Italia.

## Classifica
| Pos. | Squadra           | Pt | G  | V | N | P | SV | SP |
| ---- | ----------------- | -- | -- | - | - | - | -- | -- |
| 1.   | Fari Brescia      | 16 | 10 | 6 | 4 | 0 | 26 | 10 |
| 2.   | Invicta Trieste   | 15 | 10 | 6 | 3 | 1 | 25 | 13 |
| 3.   | Pavoniana Brescia | 10 | 10 | 3 | 4 | 3 | 19 | 18 |
| 4.   | Fari Bergamo      | 9  | 10 | 2 | 5 | 3 | 16 | 19 |
| 5.   | Libertas Trieste  | 9  | 10 | 3 | 3 | 4 | 19 | 20 |
| 6.   | Saves Alessandria | 1  | 10 | 0 | 1 | 9 | 4  | 29 |

| Campione d'Italia |

## Risultati

### Tabellone
|                   | Alessandria | Bergamo | Brescia Fari | Brescia Pavoniana | Trieste Invicta | Trieste Libertas |
| ----------------- | ----------- | ------- | ------------ | ----------------- | --------------- | ---------------- |
| Alessandria       | XXX         | -       | -            | -                 | -               | -                |
| Bergamo           | -           | XXX     | -            | -                 | -               | -                |
| Brescia Fari      | -           | -       | XXX          | -                 | -               | -                |
| Brescia Pavoniana | -           | -       | -            | XXX               | -               | -                |
| Trieste Invicta   | -           | -       | -            | -                 | XXX             | -                |
| Trieste Libertas  | -           | -       | -            | -                 | -               | XXX              |

## Fonti
- Filippo Grassia e Claudio Palmigiano (a cura di). Almanacco illustrato del volley 1987. Modena, Panini, 1986.